# Kristó Gyula-díj
A Kristó Gyula-díjat Kristó Gyula emlékére alapították, és évente két fiatal, szegedi kötődésű középkorkutató kaphatja meg.

## Kitüntetettek
- 2020 Maléth Ágnes[1]
- 2017 Teiszler Éva[2]
- 2014 Szőcs Tibor[3]
- 2013 Neumann Tibor[4]
- 2012 Türk Attila[5]
- 2011 C. Tóth Norbert[6]
- 2008 Kiss Gergely[7]
- 2007 Fedeles Tamás[8]
- 2006 Kőfalvi Tamás,[9] Weisz Boglárka[10] Szabados György[11]
- 2005 Piti Ferenc[12]